# Похождения Мюнхгаузена
«Похождения Мюнхгаузена» — советский рисованный мультфильм 1929 года. Первая отечественная мультипликационная версия книги Рудольфа Эриха Распе о бароне Мюнхгаузене.

## Сюжет
Барон Мюнхгаузен, известный хвастун и враль, спрыгивает с титульного листа своих «Воспоминаний» и начинает рассказ о необычайных приключениях, которые случились с ним во время охоты за хитрой лисой.

## Съёмочная группа
- Сценарий: Наталия Сац, Даниил Черкес
- Художник-режиссёр: Даниил Черкес
- Художники-мультипликаторы: Иван Иванов-Вано, Владимир Сутеев, Вера Валерианова
- Помощники: В. Юргенсон, К. Тюльпанов

## Технические данные
- чёрно-белый;
- немой.

## О мультфильме
Фильм «Похождения Мюнхгаузена» был снят в лучших традициях игровой и комической анимации. Одновременно с этим, «Похождения Мюнхгаузена» можно по праву считать „предвестником традиций“ отечественной анимации.
— Эдуард Назаров. «Мир анимации или анимация мира», 2002.

На рубеже 1920-1930-х аниматоры начали активно экранизировать классику ... Среди удач стоит назвать «Похождения Мюнхгаузена» (1929) Даниила Черкеса ...— Лариса Малюкова. «СВЕРХ/КИНО», 2013.